# Мамолаєво
Мамола́єво (рос. Мамолаево, ерз. Мала веле) — село у складі Ковилкінського району Мордовії, Росія. Адміністративний центр Мамолаєвського сільського поселення.
Населення — 420 осіб (2010; 496 у 2002).
Національний склад станом на 2002 рік:
- мордва — 96 %